# Iguanodectinae
Az Iguanodectinae a sugarasúszójú halak (Actinopterygii) osztályába, a pontylazacalakúak (Characiformes) rendjébe a pontylazacfélék (Characidae) családjába tartozó alcsalád.

## Rendszerezés
Az alcsaládba az alábbi 2 nem és 11 faj tartozik:
- Iguanodectes – 8 faj
  - Iguanodectes adujai
  - Iguanodectes geisleri
  - Iguanodectes gracilis
  - Iguanodectes polylepis
  - Iguanodectes purusii
  - Iguanodectes rachovii
  - Iguanodectes spilurus
  - Iguanodectes variatus
- Piabucus – 3 faj
  - Piabucus caudomaculatus
  - Piabucus dentatus
  - Piabucus melanostoma